# Microgaster annulata
Microgaster annulata är en stekelart som beskrevs av Granger 1949. Microgaster annulata ingår i släktet Microgaster och familjen bracksteklar. Inga underarter finns listade i Catalogue of Life.